# Jordan Matter
Jordan Matter (Nueva York, Estados Unidos, 6 de octubre de 1966) es un fotógrafo estadounidense aclamado por su libro “Dancers Among Us” que estuvo entre los best seller de New York Times.
En la actualidad es conocido por sus vídeos en YouTube donde realiza fotos en diferentes partes del mundo con personajes como bailarines, gimnastas o bien acróbatas.

## Biografía
Matter es hijo de Alex Matter, director de cine aclamado en estados unidos, y de Paula Feiten, reconocida modelo en su época. También es nieto de Herbert Matter gran fotógrafo y diseñador gráfico de los años 40, 50 y de Mercedes Matter, pintora.
En su juventud Matter estaba muy interesado en el beisbol el cual formó gran parte de su adolescencia y temprana edad adulta. Posteriormente al graduarse de la universidad hizo un salto a la actuación y al cine, sin pensar que acabaría en el mundo fotográfico. No fue hasta que el joven Matter descubrió el fotoperiodismo de Henri Cartier-Bresson que no se aficionó por la fotografía, a pesar de que de pequeño hubiese pasado gran parte del tiempo con su abuelo en su cámara oscura. Tras ver la exposición de Cartier-Bresson Jordan introduce la fotografía en su vida como hobby, el cual al pasar el tiempo pasara a ser su profesión hasta el punto de que el Today News, ABC World News, Late Night con Seth Meyers, MSNBC, CBS, NBC y la BBC le llegaron a entrevistar.
En 2015 fue seleccionado como uno de los Top artistas que emergían.
A pesar del éxito que obtuvo con Dancers Among Us, su segundo libro, Matter no únicamente se centra en la fotografía de bailarines y acróbatas, sino que también realiza fotos de moda y retratos.
En la actualidad Jordan está casado con su mujer Lauren y tiene dos hijos, Hudson y Salish. Aunque esto no le impide ejercer de fotógrafo, actualmente Matter a pesar de seguir teniendo su estudio en New York tiene también un canal propio de YouTube donde muestra videos cortos haciendo fotografías a bailarines y gimnastas entre otros.

## Obras producidas
Desde sus inicios hasta la actualidad Matter ha realizado 4 libros fotográficos:
- 2008: Undercover: Women in Word and Image
- 2012: Dancers Among Us
- 2016: Dancer After Dark
- 2018: Born To Dance

De entre sus cuatro elaboraciones, Matter se hizo conocido a través de Dancers Among Us. Todos sus libros se caracterizan por mostrar bailarines de los cuales el mundo es su escenario, viajando por diferentes países Matter captura a los bailarines con una amplia diversidad de fondos.